# 本庄電気軌道
本庄電気軌道（ほんじょうでんききどう）は、かつて埼玉県児玉郡本庄町（現在の本庄市中心部）と児玉郡児玉町（現在の本庄市児玉町地区）を結んでいた路面電車線。
八高線開通前、陸の孤島状態であった児玉町やその西の群馬県多野郡鬼石町（現在の藤岡市鬼石地区）と高崎線を連絡する交通機関として活躍した。

## 概要
高崎線の本庄駅の南側構内を起点とし、専用軌道で線路に寄り添うようにして走った後、銀座通りから続く道の踏切そばで左折、道路上に出て市街地を抜け、国道462号をひたすら併用軌道で児玉へ向かっていた。終点は「児玉」と称したが現在の児玉駅とは別の場所で、市街地の北・八幡山地区の入口に位置した。
車庫は本庄・児玉両方に存在した。本社は本庄に置かれ、ちょうど本庄電停を出た線路が道路上へ飛び出し、1つ目の七軒町電停に入る背後、現在の高崎線の七軒町踏切のすぐ南東にあった。またこの向かい側に、道をはさんで変電所が存在していた。

### 路線データ
- 路線距離（営業キロ）：7.1km
- 軌間：1067mm
- 駅数：9駅（8駅説あり、起終点駅含む）
- 複線区間：なし（全線単線）
- 電化区間：全線（直流600V）
  - 本庄変電所、電動発電機（交流側2200V直流側550V）直流側の出力50kW常用1予備無し製造者奥村電機[1]

## 歴史

### 背景
本庄と児玉の間に交通機関を造ろうとしたその動機は、当線の特許申請書などの公文書に一切敷設の趣旨が記されていないこともあって、はっきりとしたことは不明である。しかし、本庄・児玉両町の児玉郡内での立場とその相互関係について見ることで、ある程度まで推察が行われている。
江戸時代から本庄は中山道の宿場町として児玉郡内の行政・経済の中心都市として栄えた都市であったが、明治時代以降にはそれを受け継いで商業都市となるばかりでなく、地場産業の絹織物と製糸業を核とした産業都市としても栄えるようになる。日本鉄道（現在の高崎線）の開通により、本庄は交通の要衝となったばかりでなく、郡内での繊維産業の中心地となり、街中には繭問屋や紡績工場が林立するようになった。このために原料の繭の取扱量が爆発的に増えることとなったのである。
これに伴って存在が大きくなったのが、隣町の児玉であった。児玉は明治に入ってから養蚕技術が飛躍的な進歩を遂げた地であり、埼玉県内有数の一大養蚕地帯として県の養蚕業を先導する存在となっていたのである。このようなことから、自然、近接している両者の関係は緊密となり、大量の繭が児玉から本庄へ運ばれるようになったばかりでなく、人の往来も激しくなった。
このようなことを背景に、この両者を結ぶべく日本鉄道の開通と本庄駅の開業直後から、さまざまな交通機関の開設が模索されるようになって行ったと考えられている。

### 開通
当線のそもそもの母体となったのは、本庄町長・松本文作が発起人となって1909年に出願された馬車鉄道の計画である。当時はまだ一般的な交通機関であったが、あえなく却下されてしまい、松本らは1911年から当時としては珍しいバスの運行を行うことにした。そしてその運行かたがた、1912年に、本庄駅から本庄町・北泉村・共和村を経て、児玉町八幡山に至る電気軌道の特許を出願した。これが本庄電気軌道である。
軌道特許出願前に馬車鉄道、バスと短い間にころころと形態を変えているのが特異であるが、これに関しては当時から松本らによるさまざまな形態の交通手段の導入による実験的な試みと取られており、現在もそうであったと考えられている。それを証明するかのように、バスは軌道の特許が下りた直後の1913年11月に廃止となっている。
この本庄電気軌道は発起人20名のうち1名を除いてすべて本庄町や児玉町をはじめとする沿線の有力者で、株主も同様の顔ぶれになるなど、ほぼ完全に地元資本の会社であった。また社長の松本が町長であるほか、他にも県議会議員など公職に就いている者が多く含まれているのも特徴であった。
途中一部区間の工事方法変更や、電気工事関連の変更などをはさみながらも工事は順調に進み、1915年9月20日には本庄 - 児玉間が無事に開通することとなった。この開業すぐの頃は、自分たちの街に唐突に現れた電車に、地元の人々は大変珍しがりこぞって乗車、一度で乗り切れないほどの盛況であったといわれている。

### バスとの競争と終焉
以降当線は、児玉町を中心とする児玉郡南部地区の唯一の交通機関として運営を続けていた。特に児玉方面へは金鑚神社や大光普照寺への参詣に出かける善男善女や、四方田にある産泰神社のお祭りに出かける地元民の輸送など、日常生活以外の場面においても貴重な足となった。
しかし、開業6年目の1920年に突如激震が走った。筑井馬車という会社が、本庄-児玉間に1日12往復のバスを走らせると表明したのである。これが実現すれば、本数で劣る当線には大打撃となるところであった。
ところがこの件は意外な展開をたどった。筑井馬車は県からの許可を受けて1921年7月からバス営業を開始したものの、わずか4ヶ月で定期の運行を休止し、後は権利を維持するためだけに時折不定期に運行する程度の営業しか行わなかったのである。しかもバスの運賃は片道50銭で当線の2倍近くと、まったくお話にならないものであった。これで当線の地位は揺らがずに済んだかと思われた。
ところが1924年、今度は筑井馬車の持っていたバス営業権を児玉町の事業者・児玉自動車が買収し、本格的に営業を開始した。しかも今度は片道30銭と、明らかに当線に挑戦するような運賃設定であり、完全な競争路線となってしまった。
これに危機感を持った松本社長は、当時県議会議員となっていたことから議会で県の対応を非難するとともに、自分たちがかつて競争相手となる馬車会社を買収するという形で競争を避け、一生懸命経営して来たことを訴えたが、県側からは「善処する」と返されどうにもならなかった。
やむなく会社は1926年にバス兼業を申請し、電車と同区間の路線バスを走らせることでささやかな抵抗を開始した。しかしそのうちに、電車が担っていた鬼石方面からの旅客がバスに流れ、旅客の著しい減少が起こり始めた。さらに昭和に入ると八高線が児玉町中心部を通る予定であることが判明し、存在意義が大きく揺らぐ事態になった。
そこで会社は1930年6月1日に全線を休止し、休止を延長しながら様子を見ていた。しかし一向に復活出来そうな気配が見えなかったばかりか、懸念事項だった八高線が1931年7月1日に開通して児玉駅が開業したことにより、当線を用いて本庄駅を経由する必然性がなくなってしまい、いよいよ追いつめられた会社は廃止を決意することになった。そして1933年5月1日、当線は休止のまま廃止となり、19年間の生涯にピリオドを打ったのであった。
廃止後、会社は兼業であったバス事業を本業に転換しバス専業会社となった。この路線はのちに東武鉄道へ引き継がれ、現在は朝日自動車の路線となっている。

### 年表
- 1913年（大正2年）9月30日 軌道特許状下付[4]
- 1914年（大正3年）7月18日 本庄電気軌道株式会社設立[5]
- 1915年（大正4年）9月20日 本庄 - 児玉間が開業
- 1930年（昭和5年）6月1日 全線休止
- 1933年（昭和8年）5月1日 全線廃止[6]

## 駅一覧
1930年頃
- 本庄（ほんじょう） - 七軒町（しちけんちょう） - 伊丹堂（いたみどう） - 西冨田（にしとみだ） - 四方田（しほうでん） - 高関（たかせき） - 蛭川（ひるがわ） - 吉田林（きたばやし） - 児玉（こだま）

ここでは9電停説を採ったが、8電停説もある（後述の「七軒町停車場跡記念碑」解説板など、この場合は吉田林電停がない）。これは当時の地形図が主要な電停しか載せていない上、資料が少なく電停の有無について整合性が取れていないためである。
これらの電停のうちきちんとした駅舎があったのは両端の本庄・児玉電停のみで、それ以外は電柱に腹巻きで電停名を示しただけで、安全地帯もなかった。また電停でもないところで客扱いを行っていたとの証言もある。交換設備があったのは高関電停のみで、ダイヤ上普段は使用されていなかったとみられている。
本庄電停は鉄道省本庄駅の構内の南端にあり、省線側から跨線橋がそのままつながっていた。ただしこの跨線橋は当線への乗換を主用途として設置されたもので、省線駅の南口通路として供用されていたわけではない。電停は専用軌道で2面2線、車庫や貨物ホームが設置されるなど、路面電車の電停というより、省線の駅に乗り入れている私鉄の駅のような雰囲気であった。「本庄駅前」でないのもそのためである。なお営業当時、周辺は市街地の中に取り残された田園地帯であり、省線駅自体の出入口も存在しなかった。
児玉電停は現在の児玉駅の北、ちょうど国道のガードがある前、長浜町交差点の手前に存在していた。ここまで併用軌道で来た線路は当電停手前で南に外れ、専用軌道となって終点となっていた。電停の構造は明らかでないが、2線構造で車庫が存在した。電停周辺は本庄電停と違って「長浜町」と俗称される児玉町の中心商店街の一部であり、ターミナルとしての繁栄が見られた。電停にも隣接して飲食店が設けられ、待合中にうどんなどが食べられるようになっていたと伝えられている。

## 接続路線
- 本庄：高崎線

児玉付近に八高線が開業したのは本庄電気軌道が営業を休止した後の1931年7月1日であり、事実上接続していたことはない。

## ダイヤ・運賃
ダイヤは1918年の時点では1日8往復で、本庄発は始発8時・終発19時5分、児玉発は始発7時10分・終発18時5分となっていた。のち1925年には1日9往復となり、本庄発は始発8時5分・終発18時40分、児玉発は始発7時25分・終発17時45分となった。遅くとも19時過ぎには運行を終えることになり、全体的に早じまいのダイヤであった。
運賃は1918年の時点で全線片道19銭・往復35銭であった。しかしこの時期第一次世界大戦の影響で物価が騰貴していたため、ちょくちょくと値上がりがあり、1919年には片道21銭・往復41銭、1925年には片道27銭となっていた。

## 輸送・収支実績
| 年度 | 輸送人員（人） | 貨物量（トン） | 営業収入（円） | 営業費（円） | 営業益金（円） | その他益金（円） | その他損金（円） | 支払利子（円） |
| ---- | -------------- | -------------- | -------------- | ------------ | -------------- | ---------------- | ---------------- | -------------- |
| 1915 | 14,158         |                | 2,539          | 2,171        | 368            |                  |                  | 317            |
| 1916 | 52,008         |                | 8,757          | 7,548        | 1,209          |                  |                  |                |
| 1917 | 55,172         |                | 9,670          | 7,933        | 1,737          |                  |                  |                |
| 1918 | 70,496         | 80             | 14,347         | 8,823        | 5,524          |                  |                  |                |
| 1919 | 76,686         |                | 18,642         | 11,265       | 7,377          |                  |                  |                |
| 1920 | 68,246         |                | 24,076         | 12,255       | 11,821         |                  |                  |                |
| 1921 | 52,967         | 768            | 25,028         | 12,150       | 12,878         |                  |                  |                |
| 1922 | 51,498         | 1,148          | 25,582         | 13,997       | 11,585         |                  |                  |                |
| 1923 | 55,750         | 1,047          | 25,917         | 12,816       | 13,101         |                  |                  |                |
| 1924 | 80,916         | 1,047          | 22,101         | 12,963       | 9,138          |                  |                  |                |
| 1925 | 71,894         | 816            | 15,472         | 15,475       | ▲ 3            | 株式配当2,279    |                  |                |
| 1926 | 88,765         | 1,059          | 24,618         | 17,647       | 6,971          |                  |                  | 980            |
| 1927 | 77,348         | 728            | 22,534         | 16,660       | 5,874          | 620              | 償却金320        | 1,373          |
| 1928 | 74,478         | 577            | 26,142         | 16,654       | 9,488          | 自動車462        | 償却金4,626      | 529            |
| 1929 | 66,772         | 606            | 17,746         | 14,456       | 3,290          | 自動車284        | 償却金1,500      |                |
| 1930 | 24,449         | 154            | 6,872          | 5,877        | 995            | 自動車867        | 償却金2,000      |                |
| 1931 | 営業休止       |                |                |              |                |                  |                  |                |

- 鉄道院年報、鉄道院鉄道統計資料、鉄道省鉄道統計資料、鉄道統計資料各年度版

## 車両
電動車3両、付随車1両、貨車2両の計6両が在籍した。車両は全て梅鉢鉄工場製である。なお機関車は在籍せず、貨車は電動車によって牽引された。
電動車
1号、2号、6号の3両が在籍。1・2号は開業時に製造、6号は1920年に増備されたもの。車体色は濃い緑とも、こげ茶色で窓のみベージュ色であったとも言われている。
付随車
3号が在籍。電動車と同じ形態だったとされる。
貨車
有蓋貨車4号と無蓋貨車5号が在籍

## 廃止後の現状
廃止されてから既に60年以上が経過していること、また幹線道路上を走っていたことから、痕跡はほとんど何も残されていない。
本庄電停は戦後まで施設の一部が残されていたが、やがて本庄駅南口の開設により、敷地が丸ごと併呑された形となった。ホームのあった場所は市営の自転車置き場と市のインフォメーションセンターの敷地、構内は南口広場の北側部分に相当するが、わずかに広場北側、再開発前まで残されていた構内南の道をなぞった部分がその外郭の一部を留めているに過ぎない。
専用軌道部分は高崎線横の細道として残されているが、すぐに途切れてしまっている。この他本庄側で痕跡が残っているのは、踏切前で専用軌道から併用軌道に入る部分の交差点の角が丸く面取りされているところくらいのものである。変電所跡地は東武鉄道のバス車庫、タクシーの営業所と変遷を経た後、現在は商店となっている。
一方の終点である児玉電停は全くの更地となっており、近年道路の新設と改修が行われたこともあって、ここに専用軌道の電停が存在したとはにわかに信じがたいほど潰滅している。

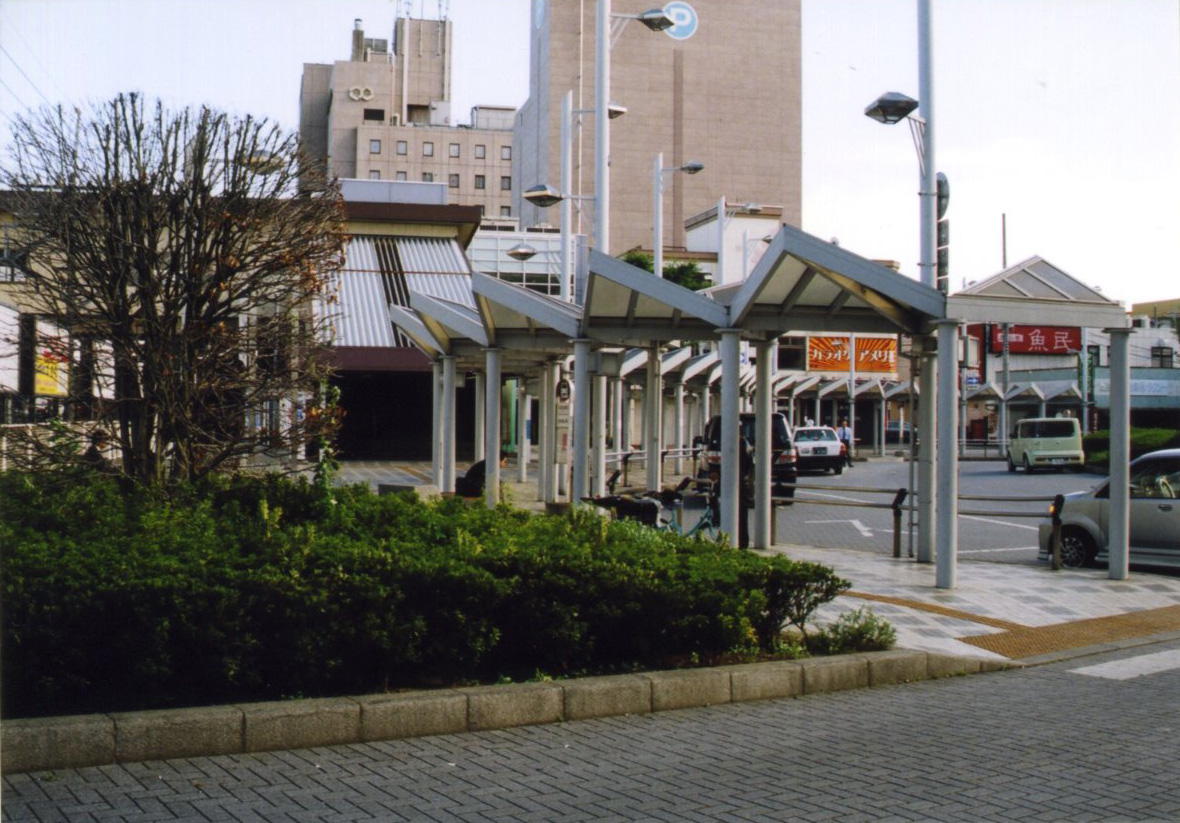
本庄電停跡全景 車回しと歩道を区切る縁石が電停の南端だった
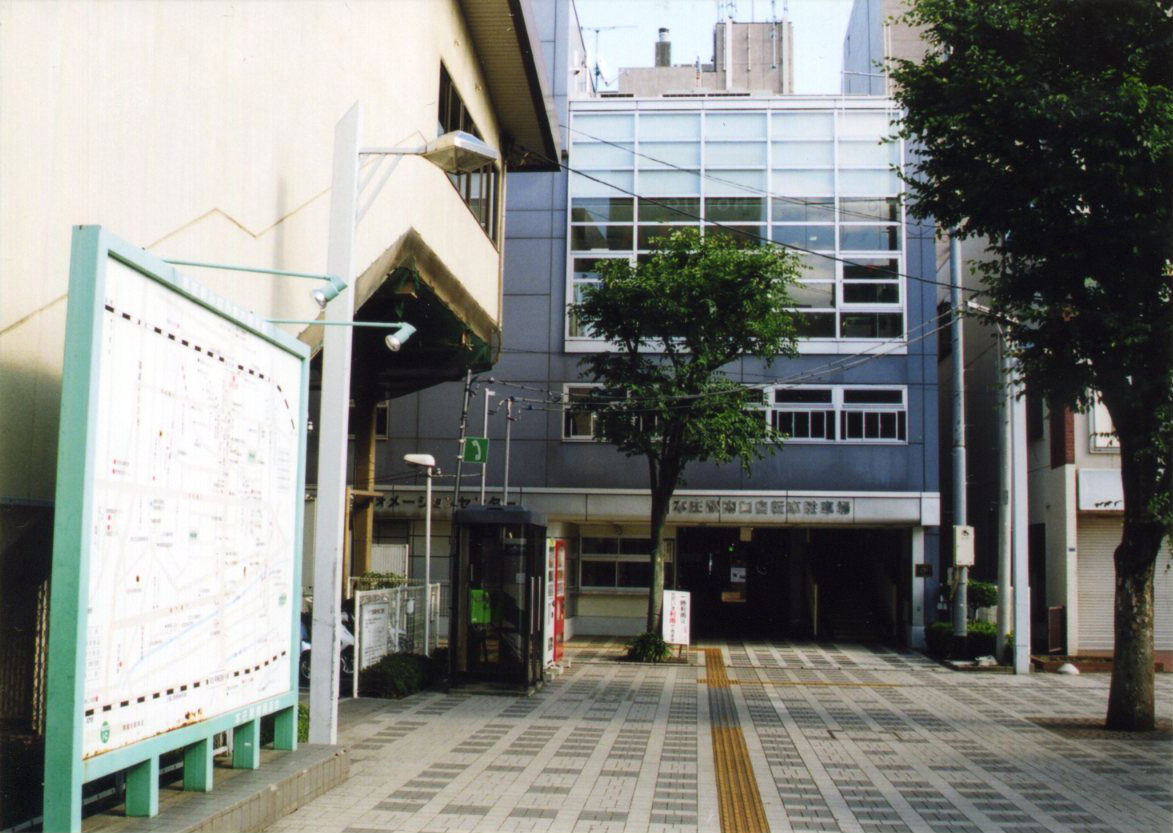
本庄電停ホーム跡 自転車置場の敷地にまたがるようにあった
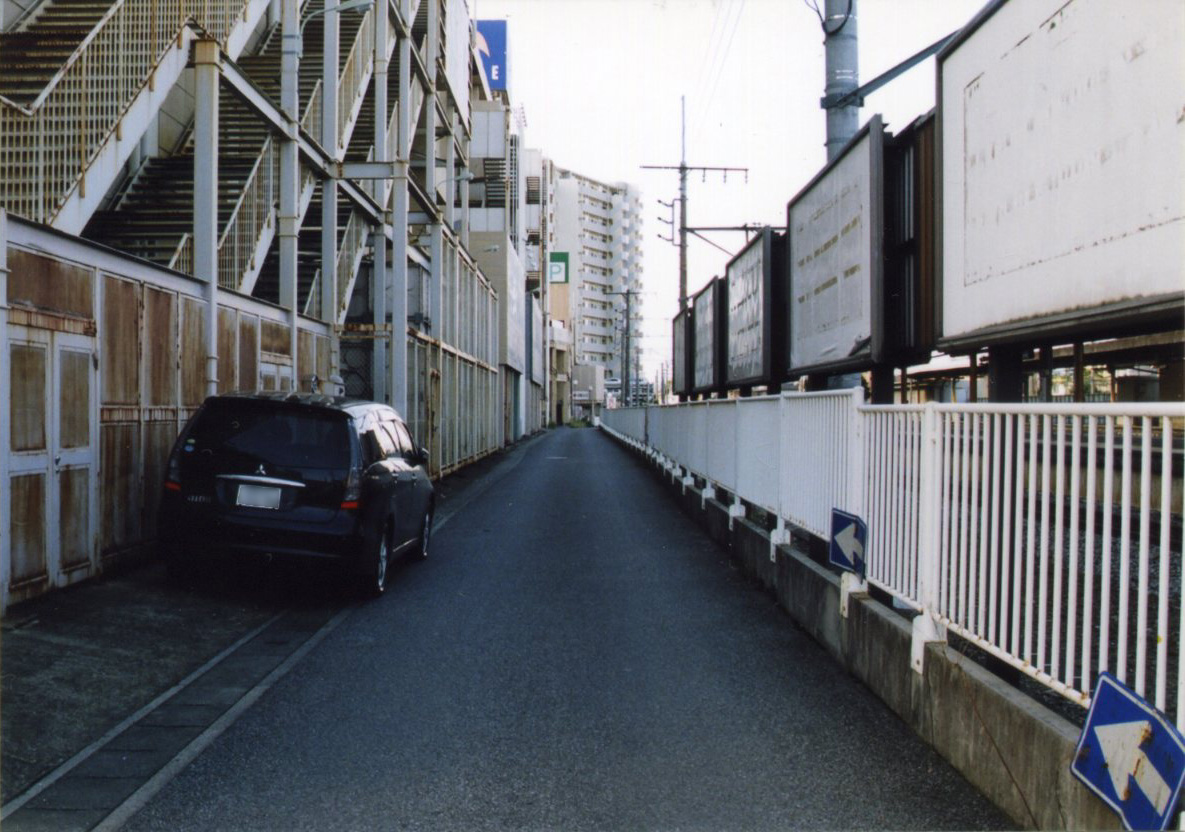
本庄側専用軌道跡 突き当たりで行き止まりとなる
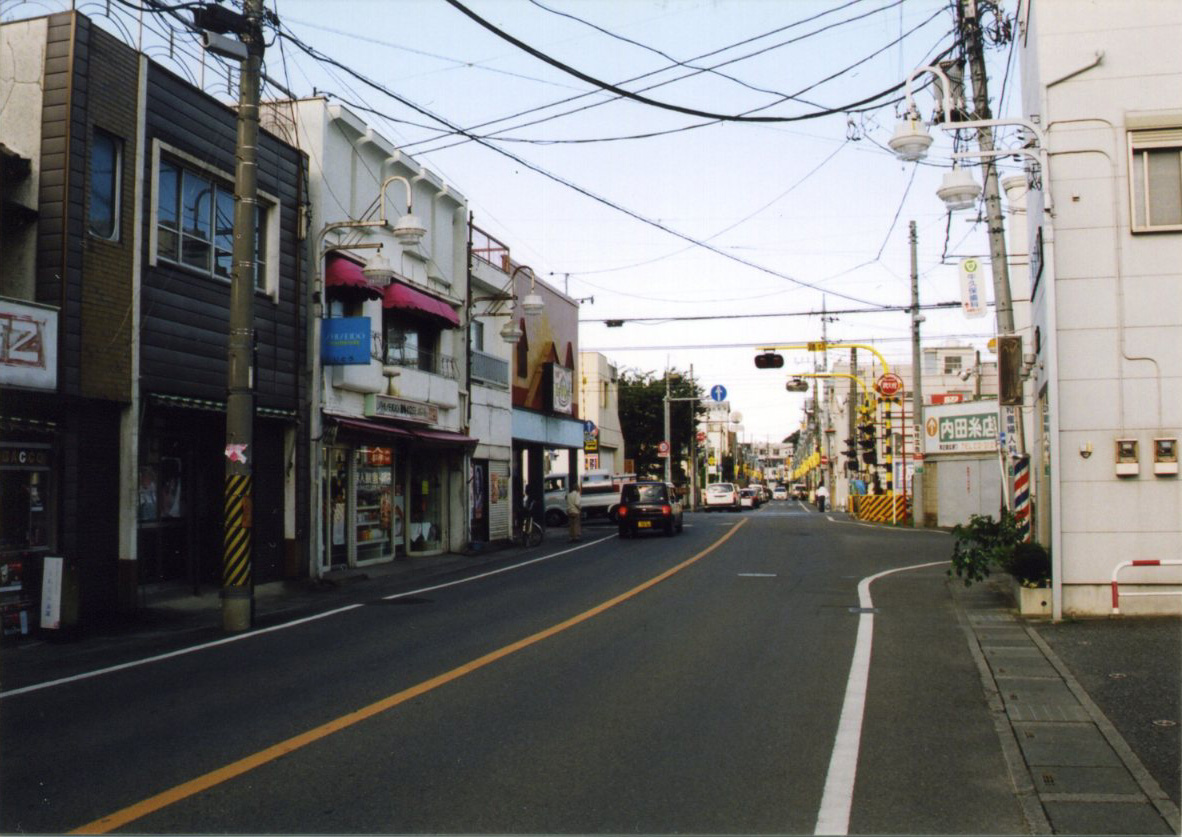
七軒町電停跡 手前が電停、右奥が本社、左奥が変電所の跡
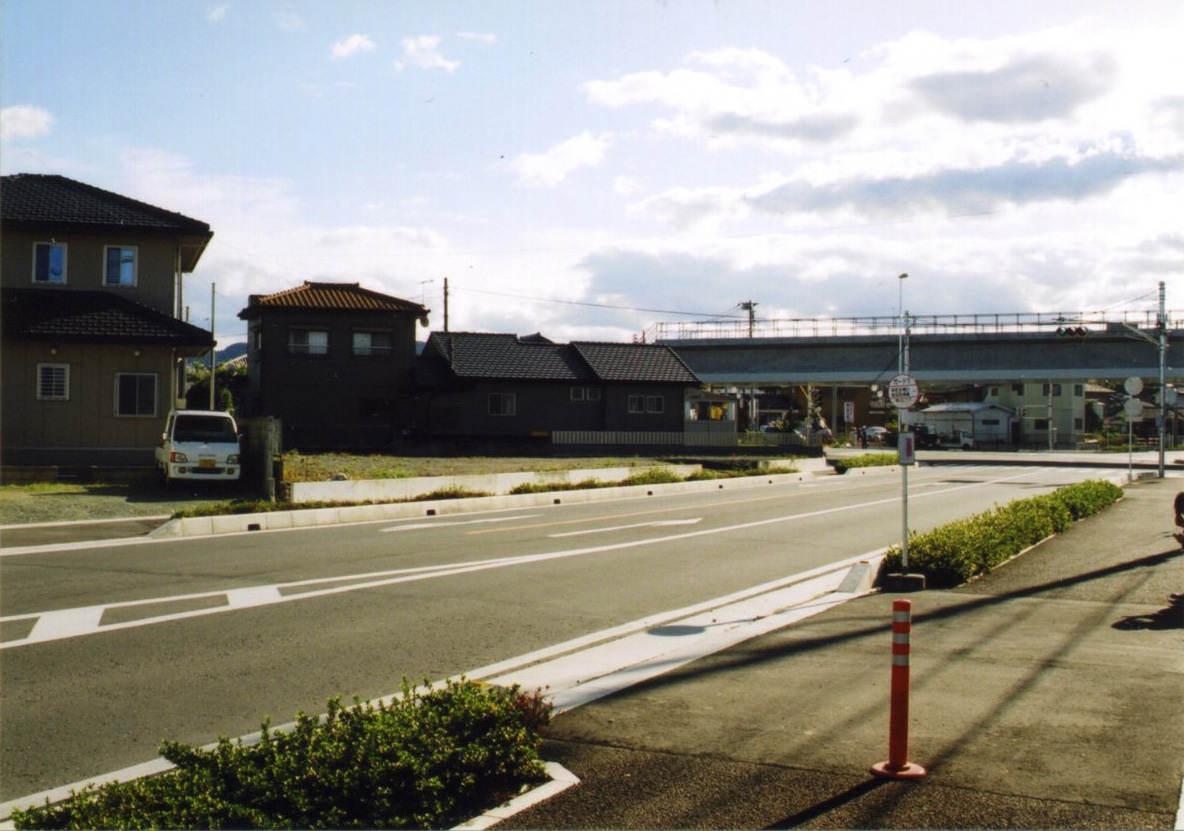
児玉電停跡 道の左手、交差点角が跡地に当たる

## その他
- 2009年4月、本社跡に地元有志らによって「七軒町停車場跡記念碑」なる顕彰碑が建てられた。この場所が選定された理由について、立碑当時配られたパンフレット内ではここが本社跡であること、そして最寄りであった七軒町電停が線内で最も乗降客が多く、当線利用者にとって本庄の入口であったことを鑑みてのことと説明されている。ただし、現地の説明板には碑の場所が七軒町電停ではなく本社の跡地であることは一切書かれていない。
- かつて当線が祭礼時に多くの乗客を運んだ四方田の産泰神社には、本殿正面に向かって左側の社叢内に当社が奉納した社名入りの石造りのベンチが残されている。
- 上越新幹線本庄早稲田駅そばにある「観音塚の松」の南に植わった松の幹を支えているコンクリートの支柱は、当線の架線柱を転用したものといわれている。これが本当ならば、当線の施設の中で唯一残存するものということになる。ただし経年劣化が激しく、表面が崩れ始めていたり鉄筋が出てしまっていたりと状態はよくない。

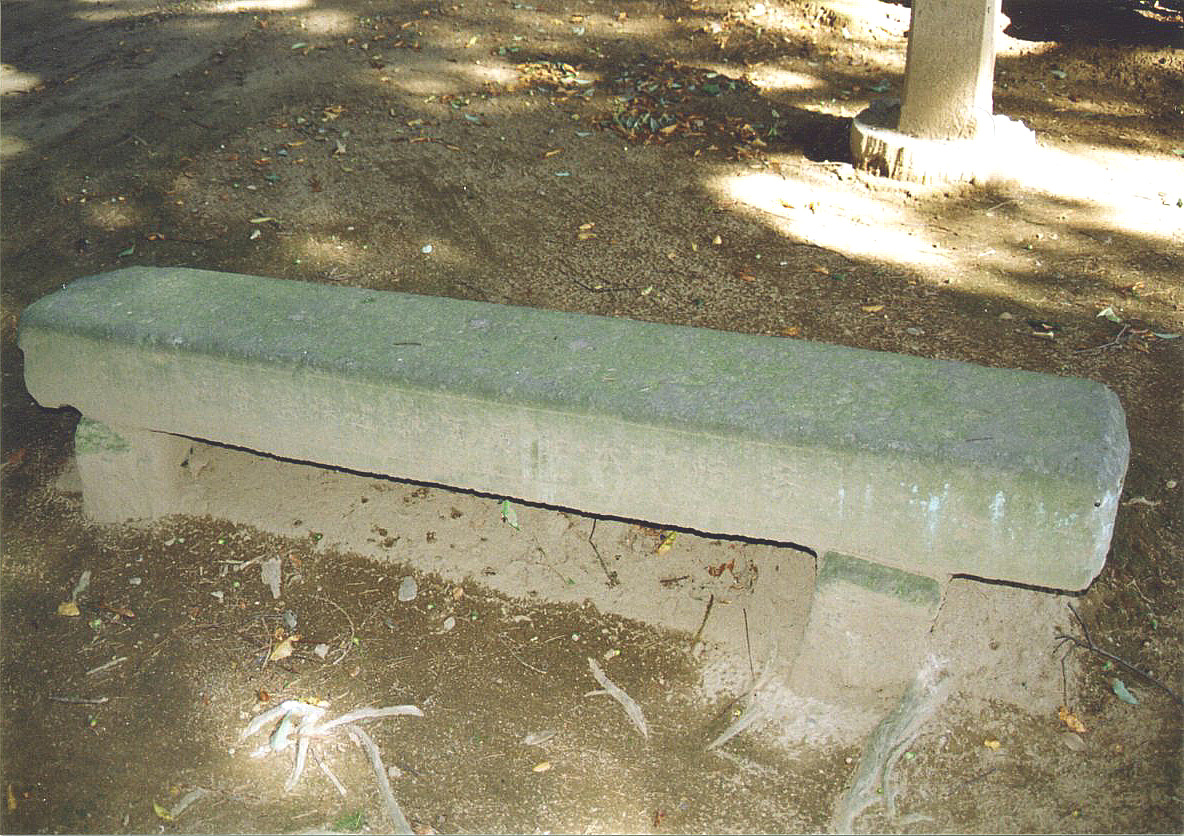
産泰神社に当社が奉納したベンチ 正面に「奉納 本庄電氣軌道株式會社」とある
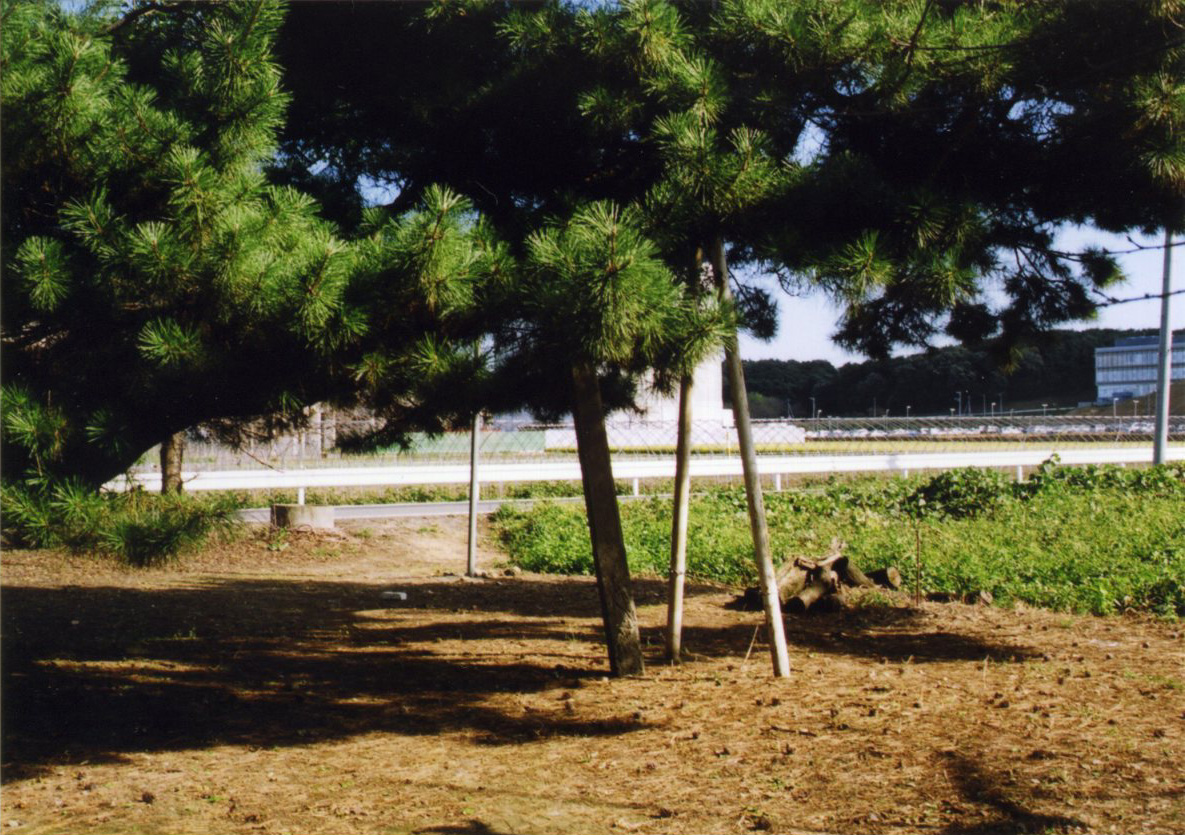
当線の架線柱と伝える松の支柱 「観音塚の松」の南にある松の幹を支える
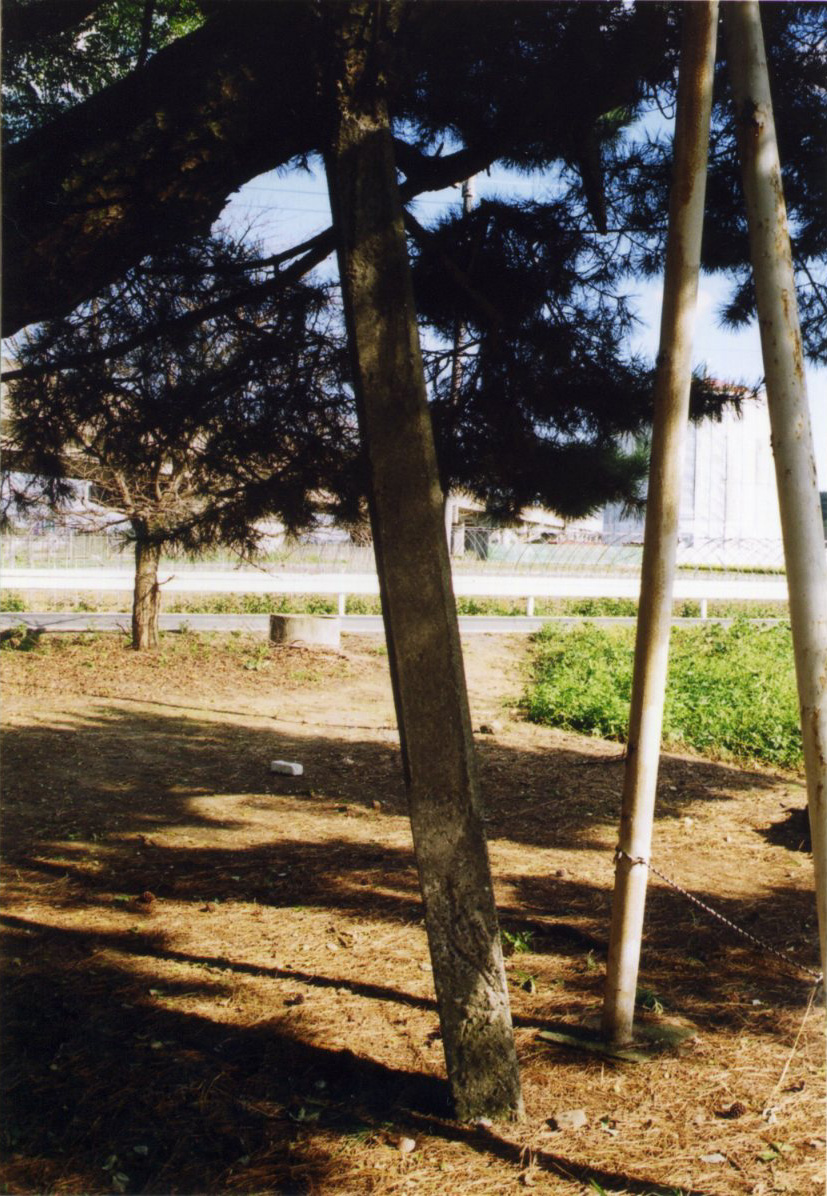
支柱の近影 当社のものと分かる痕跡はないが、途中から角が面取りされているのが架線柱らしく見える